# Larry Bird
Larry Joe Bird (West Baden Springs, 7 dicembre 1956) è un ex cestista, allenatore di pallacanestro e dirigente sportivo statunitense.
È considerato uno dei più forti cestisti di sempre, nonché uno dei migliori tiratori della storia dell'NBA. È stato, per tutta la sua carriera, un giocatore dei Boston Celtics, con cui ha vinto tre titoli. Insieme al rivale ed amico Magic Johnson segnò indelebilmente il basket NBA nel corso degli anni ottanta, guadagnandosi il soprannome di "Larry Legend". Scelto come sesta scelta assoluta nel draft dai Boston Celtics, si alternò nei ruoli di ala grande ed ala piccola.
Nella sua carriera ha collezionato 3 titoli NBA, 3 MVP della stagione regolare consecutivi, uno dei soli tre cestisti nella storia NBA a riuscirci insieme a Bill Russell e Wilt Chamberlain, 2 MVP delle finali, 10 All-NBA Team (di cui 9 First Team), 3 All-Defensive Second Team e 12 convocazioni all'All-Star Game, di cui è stato nominato MVP nel 1982.
Inoltre è il solo cestista insieme a Tim Duncan a essere stato inserito nell'All-NBA First Team nel suo anno da rookie dopo il 1970, oltre a essere l'unico cestista a essere nelle prime due posizioni nelle votazioni dell'MVP per 5 stagioni di fila (1982-1986) insieme a Nikola Jokic (2021-2025)

Rientra nella stretta cerchia di chi ha vinto il titolo NBA, il premio di MVP della stagione regolare e anche l'MVP delle finali nello stesso anno più di una volta (1984 e 1986), insieme a LeBron James (2012 e 2013) e Michael Jordan (1991, 1992, 1996 e 1998).
È stato il primo giocatore nella storia NBA a rientrare nel 50-40-90 club, ossia avere il 50% FG, 40% nel tiro da 3 e 90% negli FT (in questo club si sono aggiunti poi Steve Nash, Kevin Durant, Stephen Curry e Kyrie Irving).
Quando l'NBA impose un tetto salariale che limitava il totale degli stipendi di tutti i giocatori di una franchigia sotto un tetto massimo, venne aggiunto un emendamento che permetteva ad una squadra di "sforare" per tenere un giocatore già presente nel roster. Questa correzione fu ribattezzata "Larry Bird Rule".

## Caratteristiche tecniche
(Magic Johnson)
Bird, ala di 206 centimetri, riuscì ad affermarsi in tutti gli aspetti del gioco. Era, infatti, un eccellente tiratore, finendo spesso ai primi posti delle classifiche dei migliori tiratori da tre punti e di tiri liberi, e vincendo la gara del tiro da tre punti dell'NBA All-Star Game tre volte.
Abile rimbalzista, con una media di 10 rimbalzi a partita, era conosciuto anche come un ottimo passatore ed assistman, con una media di 6,4 assist a gara, molto alta per un'ala. Oltre a tutte queste qualità, Bird si dimostrò efficientissimo anche in difesa, risultando tre volte nell'"NBA All-Defensive Second team" e concludendo la sua carriera all'ottavo posto assoluto nella classifica delle palle rubate.
Leader carismatico dalla natura fortemente competitiva, è diventato noto anche per essere stato uno dei giocatori a fare maggiormente uso del trash-talking, tecnica che consiste nel rivolgersi con linguaggio pesante agli avversari in campo, spesso offendendoli o prendendoli in giro, allo scopo di metterli sotto pressione psicologica.

## Carriera

### Giocatore

#### High school e college (NCAA)
Di origini irlandesi, scozzesi e nativo americane, Bird nasce a West Baden Springs, nell'Indiana, crescendo poi nella vicina cittadina di French Lick, dove diviene una vera e propria stella della squadra del liceo. Inizialmente si iscrive alla Indiana University a Bloomington, ma lascia ancora prima che la squadra dell'università giochi la prima gara.
Bird si era ritirato dalla grande università perché si sentiva sperduto nel grande campus, e non gli piaceva che ci fosse tutta quella gente. Larry, infatti, si sentiva solo "un contadinotto di French Lick" (the hick from French Lick, come si soprannominò lui stesso). Tornato a casa si cercò un lavoro, e fu così che cominciò a guidare il camion per la raccolta dei rifiuti.
La pressione di amici e parenti lo convinse a ritentare la carriera universitaria, perciò si iscrisse alla Indiana State University. Bird guidò la squadra dei Sycamores della sua università fino alla finale del campionato NCAA del 1979, perdendo contro gli Spartans della Michigan State University, guidati da Magic Johnson, divenendo poi un suo grande rivale. Ancora oggi quella partita del 1979 tra le università di Michigan State e Indiana State rimane la partita di college più vista della storia del campionato. Bird vinse il "Naismith Award" ed il "Wooden Award", premi per il miglior giocatore di college dell'anno.
Da allora la rivalità tra Bird e Magic Johnson diventò storica: una persona tranquilla e riservata contro una stella estroversa ed eccessiva. L'eterna sfida tra Larry e Magic venne anche rappresentata in una famosa pubblicità delle Converse All-Star, le scarpe che entrambi indossavano e loro sponsor.

#### Carriera professionistica
Con i Celtics vinse tre titoli NBA, negli anni 1981, 1984 e 1986.
Nel 1981 vinse il suo primo titolo NBA contro i Rockets di Moses Malone. Durante le Finals del 1984, dopo la netta vittoria dei Lakers in Gara-3, Bird affermò che tutti i membri della propria squadra avevano giocato come "signorine" (sissies). Ottenne l'effetto voluto: nella gara seguente i Celtics sovrastarono i rivali sul piano fisico in un confronto molto acceso. La serie si concluse 4-3 per i biancoverdi, Bird, inoltre vinse il primo dei suoi due titoli di MVP delle Finals.

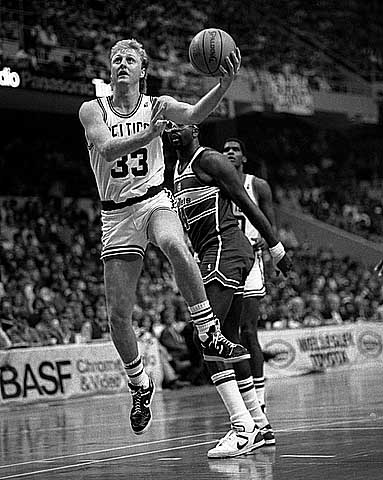
Larry Bird tenta un layup contro i Washington Bullets

Un aneddoto significativo della carriera di Bird è legato alla partita del 14 febbraio 1986 contro i Portland Trail Blazers quando, infortunatosi alla mano destra, Bird usò quasi esclusivamente la sinistra, concludendo con uno score di 47 punti, 14 rimbalzi ed 11 assist, segnando anche il canestro necessario per portare la partita ai supplementari e il canestro della vittoria , spiegando a tutti i giornalisti nel post partita che in realtà stava tenendo la mano destra a riposo per la seguente partita contro i Los Angeles Lakers , che finí con una vittoria da parte dei Boston Celtics con protagonista il signore nelle vesti della maglia numero 33.
Bird annunciò il suo ritiro il 9 agosto 1992, dopo aver vinto l'oro olimpico a Barcellona 1992, diventando una delle stelle del Dream Team originale insieme, ancora una volta, agli amici Michael Jordan e Magic Johnson. La sua schiena era a pezzi; molte immagini tv lo mostrano disteso a terra proprio per lenire il dolore. Tuttavia, quando venne chiamato a dare il suo contributo, non si tirò mai indietro, regalando momenti di spettacolo con tiri ed assist, testimoniando quello spirito di sacrificio e abnegazione che ne hanno contraddistinto tutta la carriera.
Il giorno del suo ritiro, l'amico-rivale Magic Johnson fece un doppio regalo a Bird: sotto la casacca dei Lakers, infatti, Magic mostrò di indossare una maglietta dei Celtics, mentre, durante il suo discorso, Johnson affermò che, a dispetto di quanto gli disse una volta Bird stesso, non ci sarebbe stato mai più un giocatore come lui.

### Allenatore e direttore sportivo

#### Indiana Pacers
Iniziò una nuova carriera nel mondo del basket allenando gli Indiana Pacers all'inizio della stagione 1997-98, vincendo addirittura l'NBA Coach of the Year Award. Portò il team a tre finali della Eastern Conference consecutive e alle finali assolute nel 2000, uscendo sconfitta dai Los Angeles Lakers.
Lasciò l'incarico di allenatore dei Pacers poco dopo il termine della stagione 1999-2000, nonostante le richieste dei fan della squadra entusiasti dei risultati raggiunti. Spinse per poter lasciare la squadra nelle mani del suo assistente e amico Rick Carlisle, ma nonostante tutto l'incarico venne dato ad Isiah Thomas.

#### Primo ritorno ai Pacers

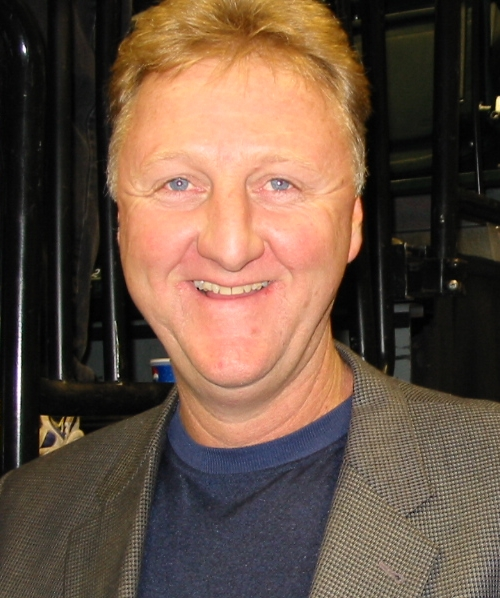
Larry Bird nel 2004

Dal 2003 al 2012 tornò nuovamente agli Indiana Pacers, questa volta come direttore sportivo della squadra. Una delle sue prime decisioni riguardò il licenziamento di Isiah Thomas ed il suo rimpiazzo con Rick Carlisle come allenatore della squadra, costretto poi a licenziarlo alla fine della stagione 2006-07 a causa di scarsi risultati.

#### Secondo ritorno ai Pacers
Il 27 giugno 2013, a un anno dal suo addio ai Pacers per problemi di salute, viene nuovamente nominato direttore generale della squadra.
Il 29 aprile 2017 si dimette dall'incarico.

## Statistiche
| † | Denota una stagione dove ha vinto il titolo NBA |
| * | Primo nella lega                                |

### NCAA
| Anno     | Squadra            | PG | PT | MP   | TC%  | 3P% | TL%  | RP   | AP  | PRP | SP | PP   |
| -------- | ------------------ | -- | -- | ---- | ---- | --- | ---- | ---- | --- | --- | -- | ---- |
| 1976-77  | Ind. St. Sycamores | 28 | -  | 36,9 | 54,4 | -   | 84,0 | 13,3 | 4,4 | -   | -  | 32,8 |
| 1977-78  | Ind. St. Sycamores | 32 | -  | -    | 52,4 | -   | 79,3 | 11,5 | 3,9 | -   | -  | 30,0 |
| 1978-79  | Ind. St. Sycamores | 34 | -  | -    | 53,2 | -   | 83,1 | 14,9 | 5,5 | -   | -  | 28,6 |
| Carriera | Carriera           | 94 | -  | 36,9 | 53,3 | -   | 82,2 | 13,3 | 4,6 | -   | -  | 30,3 |

### NBA

#### Regular season
| Anno     | Squadra        | PG  | PT  | MP    | TC%  | 3P%  | TL%   | RP   | AP  | PRP | SP  | PP   |
| -------- | -------------- | --- | --- | ----- | ---- | ---- | ----- | ---- | --- | --- | --- | ---- |
| 1979-80  | Boston Celtics | 82  | 82  | 36,0  | 47,4 | 40,6 | 83,6  | 10,4 | 4,5 | 1,7 | 0,6 | 21,3 |
| 1980-81† | Boston Celtics | 82  | 82  | 39,5  | 47,8 | 27,0 | 86,3  | 10,9 | 5,5 | 2,0 | 0,8 | 21,2 |
| 1981-82  | Boston Celtics | 77  | 58  | 38,0  | 50,3 | 21,2 | 86,3  | 10,9 | 5,8 | 1,9 | 0,9 | 22,9 |
| 1982-83  | Boston Celtics | 79  | 79  | 37,7  | 50,4 | 28,6 | 84,0  | 11,0 | 5,8 | 1,9 | 0,9 | 23,6 |
| 1983-84† | Boston Celtics | 79  | 77  | 38,3  | 49,2 | 24,7 | 88,8* | 10,1 | 6,6 | 1,8 | 0,9 | 24,2 |
| 1984-85  | Boston Celtics | 80  | 77  | 39,5* | 52,2 | 42,7 | 88,2  | 10,5 | 6,6 | 1,6 | 1,2 | 28,7 |
| 1985-86† | Boston Celtics | 82  | 81  | 38,0  | 49,6 | 42,3 | 89,6* | 9,8  | 6,8 | 2,0 | 0,6 | 25,8 |
| 1986-87  | Boston Celtics | 74  | 73  | 40,6* | 52,5 | 40,0 | 91,0* | 9,2  | 7,6 | 1,8 | 0,9 | 28,1 |
| 1987-88  | Boston Celtics | 76  | 75  | 39,0  | 52,7 | 41,4 | 91,6  | 9,3  | 6,1 | 1,6 | 0,8 | 29,0 |
| 1988-89  | Boston Celtics | 6   | 6   | 31,5  | 47,1 | -    | 94,7  | 6,2  | 4,8 | 1,0 | 0,8 | 19,3 |
| 1989-90  | Boston Celtics | 75  | 75  | 39,3  | 47,3 | 33,3 | 93,0* | 9,5  | 7,5 | 1,4 | 0,8 | 24,3 |
| 1990-91  | Boston Celtics | 60  | 60  | 38,0  | 45,4 | 38,9 | 89,1  | 8,5  | 7,2 | 1,8 | 1,0 | 19,4 |
| 1991-92  | Boston Celtics | 45  | 45  | 36,9  | 46,6 | 40,6 | 92,6  | 9,6  | 6,8 | 0,9 | 0,7 | 20,2 |
| Carriera | Carriera       | 897 | 870 | 38,4  | 49,6 | 37,6 | 88,6  | 10,0 | 6,3 | 1,7 | 0,8 | 24,3 |
| All-Star | All-Star       | 10  | 9   | 28,7  | 42,3 | 23,1 | 84,4  | 7,9  | 4,1 | 2,3 | 0,3 | 13,4 |

#### Play-off
| Anno     | Squadra        | PG  | PT  | MP    | TC%  | 3P%  | TL%  | RP   | AP  | PRP | SP  | PP   |
| -------- | -------------- | --- | --- | ----- | ---- | ---- | ---- | ---- | --- | --- | --- | ---- |
| 1980     | Boston Celtics | 9   | 9   | 41,3  | 46,9 | 26,7 | 88,0 | 11,2 | 4,7 | 1,6 | 0,9 | 21,3 |
| 1981†    | Boston Celtics | 17  | 17  | 44,1  | 47,0 | 37,5 | 89,4 | 14,0 | 6,1 | 2,3 | 1,0 | 21,9 |
| 1982     | Boston Celtics | 12  | 12  | 40,8  | 42,7 | 16,7 | 82,2 | 12,5 | 5,6 | 1,9 | 1,4 | 17,8 |
| 1983     | Boston Celtics | 6   | 6   | 40,0  | 42,2 | 25,0 | 82,8 | 12,5 | 6,8 | 2,2 | 0,5 | 20,5 |
| 1984†    | Boston Celtics | 23  | 23  | 41,8  | 52,4 | 41,2 | 87,9 | 11,0 | 5,9 | 2,3 | 1,2 | 27,5 |
| 1985     | Boston Celtics | 20  | 20  | 40,8  | 46,1 | 28,0 | 89,0 | 9,1  | 5,8 | 1,7 | 1,0 | 26,0 |
| 1986†    | Boston Celtics | 18  | 18  | 42,8  | 51,7 | 41,1 | 92,7 | 9,3  | 8,2 | 2,1 | 0,6 | 25,9 |
| 1987     | Boston Celtics | 23  | 23  | 44,1* | 47,6 | 34,1 | 91,2 | 10,0 | 7,2 | 1,2 | 0,8 | 27,0 |
| 1988     | Boston Celtics | 17  | 17  | 44,9  | 45,0 | 37,5 | 89,4 | 8,8  | 6,8 | 2,1 | 0,8 | 24,5 |
| 1990     | Boston Celtics | 5   | 5   | 41,4  | 44,4 | 26,3 | 90,6 | 9,2  | 8,8 | 1,0 | 1,0 | 24,4 |
| 1991     | Boston Celtics | 10  | 10  | 39,6  | 40,8 | 14,3 | 86,3 | 7,2  | 6,5 | 1,3 | 0,3 | 17,1 |
| 1992     | Boston Celtics | 4   | 2   | 26,8  | 50,0 | 0,0  | 75,0 | 4,5  | 5,3 | 0,3 | 0,5 | 11,3 |
| Carriera | Carriera       | 164 | 162 | 42,0  | 47,2 | 32,1 | 89,0 | 10,3 | 6,5 | 1,8 | 0,9 | 23,8 |

#### Massimi in carriera
- Massimo di punti: 60 vs Atlanta Hawks (12 marzo 1985)[10]
- Massimo di rimbalzi: 21 vs Los Angeles Lakers (6 giugno 1984)
- Massimo di assist: 17 vs Golden State Warriors (16 febbraio 1984)
- Massimo di palle rubate: 9
- Massimo di stoppate: 5 (3 volte)
- Massimo di minuti giocati: 56 (2 volte)

### Allenatore
| Stagione | Squadra        | Regular Season | Regular Season | Regular Season | Regular Season | Regular Season         | Post Season                                          |
| Stagione | Squadra        | V              | P              | % V            | G              | Posizione finale       | Post Season                                          |
| -------- | -------------- | -------------- | -------------- | -------------- | -------------- | ---------------------- | ---------------------------------------------------- |
| 1997-98  | Indiana Pacers | 58             | 24             | 70,7           | 82             | 2º in Central Division | Sconfitto alle Finali di Conference dai Bulls (3-4)  |
| 1998-99  | Indiana Pacers | 33             | 17             | 66,0           | 50             | 1º in Central Division | Sconfitto alle Finali di Conference dai Knicks (2-4) |
| 1999-00  | Indiana Pacers | 56             | 26             | 68,3           | 82             | 1º in Central Division | Sconfitto alle NBA finals dai Lakers (2-4)           |
|          | Carriera       | 147            | 67             | 68,7           | 214            |                        |                                                      |

## Palmarès
- Campionato NBA: 3

Boston Celtics: 1981, 1984, 1986
- Rookie dell'anno: 1980
- MVP della regular season: 1984, 1985, 1986
- MVP delle finali: 1984, 1986
- MVP dell'All-Star Game: 1982
- Convocazioni per l'All- Star Game : 12 (infortunato)

1980, 1981, 1982, 1983, 1984, 1985, 1986, 1987, 1988, 1990, (1991), (1992)
- Squadre All-NBA : 10

First team : 1980, 1981, 1982, 1983, 1984, 1985, 1986, 1987, 1988
Second team : 1990
- Squadre All-Defensive: 3

Second Team :1982, 1983, 1984
- 4 volte miglior tiratore di liberi NBA (1984, 1986, 1987, 1990)
- Vincitore della gara da tre punti: 1986, 1987, 1988 (record condiviso con Craig Hodges)
- Miglior allenatore dell'anno: 1

Indiana Pacers: 1997-1998
- Miglior general manager dell'anno: 1

Indiana Pacers: 2011-2012
- Quarantacinquesimo miglior marcatore di sempre sommando ABA e NBA
- Quarantesimo miglior marcatore di sempre NBA
- Trentanovesimo miglior giocatore per palle rubate di sempre NBA
- Quarantanovesimo per numero di assist di sempre NBA
- Quarantunesimo miglior giocatore per palle rubate di sempre NBA
- La sua maglia n. 33 è stata ritirata dai Boston Celtics
- Membro della Naismith Hall of Fame
- Incluso nei 50 migliori giocatori del cinquantenario della NBA
- Inserito nel NBA 75th Anniversary Team

### Nazionale
- Giochi olimpici: oro a Barcellona 1992
- FIBA Americas Championship: oro nel 1992
- Universiadi: oro nel 1977